# Laranjeiras
Laranjeiras este un oraș în Sergipe (SE), Brazilia.